# دياني وليامز (كاتبة)
دياني وليامز (بالإنجليزية: Diane Williams)‏ هي كاتِبة أمريكية، ولدت في 1946.